# عزلة الذارى (المحويت)

تعديل مصدري - تعديل

عزلة الذارى هي إحدى عزل مديرية حفاش في محافظة المحويت اليمنية ويبلغ تعداد سكانها 4520 نسمة حسب التعداد السكاني في اليمن لعام 2004.